# Michael Obafemi
Michael Oluwadurotimi Obafemi (Dublín, Irlanda, 6 de julio de 2000) es un futbolista irlandés, juega como delantero y su equipo es el Burnley F. C. de la Premier League de Inglaterra.

## Selección nacional
Tras jugar con la selección de fútbol sub-19 de Irlanda, finalmente hizo su debut con la selección absoluta el 19 de noviembre de 2018 en un encuentro de la Liga de Naciones de la UEFA 2018-19 contra Dinamarca que finalizó con un resultado de empate a cero. Más de tres años después, el 11 de junio de 2022, logró su primer gol en su primera titularidad en un partido de la misma competición ante Escocia.

## Clubes
| Club                           | País       | Año       | Partidos | Goles |
| ------------------------------ | ---------- | --------- | -------- | ----- |
| Southampton F. C.              | Inglaterra | 2017-2021 | 39       | 5     |
| Swansea City A. F. C.          | Gales      | 2021-2023 | 52       | 15    |
| Burnley F. C.                  | Inglaterra | 2023-2024 | 16       | 2     |
| Millwall F. C. (cedido)        | Inglaterra | 2024      | 14       | 2     |
| Plymouth Argyle F. C. (cedido) | Inglaterra | 2024-2025 | 31       | 2     |
| Burnley F. C.                  | Inglaterra | 2025-     |          |       |